# Arthur Pino von Friedenthal
Artur Jiří rytíř Pino z Friedenthalu (německy Arthur Georg Ritter Pino von Friedenthal) (10. ledna 1843 Stěbořice – 29. října 1930 Těšín) byl rakousko-uherský generál. V c. k. armádě sloužil od roku 1861 a vystřídal řadu funkcí u různých posádek v celé monarchii, mimo jiné sloužil v Praze, Terezíně a Opavě. Uplatnil se jako vojenský pedagog a v letech 1896–1900 byl ředitelem Válečné školy ve Vídni. Poté zastával funkci prvního sekčního šéfa na ministerstvu války (1902–1905) a svou kariéru završil jako velitel 10. armádního sboru (1905–1910). V roce 1905 dosáhl hodnosti polního zbrojmistra. Po odchodu do penze v roce 1910 žil v soukromí, ale po první světové válce jako státní občan Československa obdržel v československé armádě hodnost armádního generála ve výslužbě (1927).

## Životopis

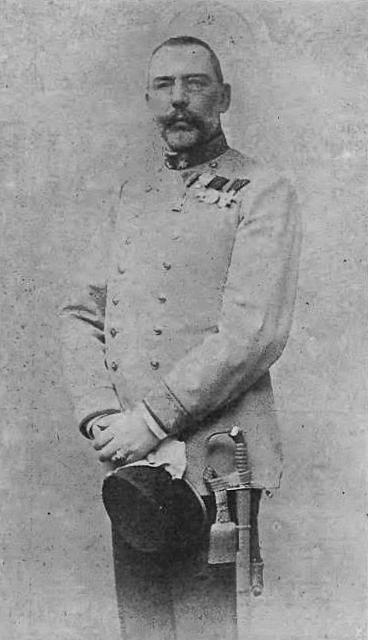
C.k. polní zbrojmistr Arthur Pino von Friedenthal (1905)

Pocházel z italské šlechtické rodiny usazené od 18. století ve Slezsku, byl příbuzným rakouského ministra obchodu Felixe Pina z Friedenthalu. Narodil se jako starší syn Karla Pina z Friedenthalu (1816–1856), majitele velkostatku a zámku ve Stěbořicích. Artur studoval na ženijní akademii ve Znojmě a jako poručík nastoupil v roce 1861 k pěšímu pluku č. 1. Zúčastnil se prusko-rakouské války, bojoval v bitvě u Trutnova a Hradce Králové (1866). Se svým plukem sloužil u různých posádek v Itálii, dále také v Praze nebo Opavě. Později si v letech 1873–1875 doplnil vzdělání na Válečné škole (K.u.k. Kriegschule) ve Vídni a v hodnosti kapitána (1875) byl zařazen do sboru důstojníků generálního štábu. Poté sloužil v Praze a Terezíně a od roku 1879 působil u Vojenského zeměpisného úřadu generálního štábu. V roce 1882 byl povýšen na majora a od roku 1884 působil jako pedagog na Válečné škole ve Vídni, kde vyučoval vojenskou geografii. Dále postupoval v hodnostech (podplukovník 1886, plukovník 1889), v letech 1890–1891 byl velitelem pěšího pluku č. 1 v Opavě, poté byl náčelníkem štábu 10. armádního sboru v Přemyšlu.
V roce 1894 byl povýšen do hodnosti generálmajora a stal se velitelem 50. pěší brigády ve Vídni. V letech 1896–1900 byl ředitelem Válečné školy a měl významný vliv na vojenské vzdělávání důstojníků generálního štábu. V roce 1898 byl povýšen na polního podmaršála a v letech 1900–1902 velel 30. pěší divizi ve Lvově. Pak se vrátil do Vídně a v letech 1902–1905 byl sekčním šéfem na ministerstvu války. K datu 1. listopadu 1905 obdržel hodnost polního zbrojmistra a v letech 1905–1910 byl velitelem 10. armádního sboru v Přemyšlu. V roce 1908 získal ještě hodnost generála pěchoty a k datu 1. května 1910 byl na vlastní žádost penzionován.
Po první světové válce zůstal úředně přihlášen v rodných Stěbořicích a získal československé státní občanství. Díky tomu mu byla v roce 1920 přiznána hodnost generála III. třídy v československé armádě s nárokem na penzi, později pak obdržel československého armádního generála ve výslužbě (1927). Zemřel v Těšíně, kde je také pohřben.

## Tituly a ocenění
Od narození užíval šlechtický stav s titulem rytíř. Jako velitel armádního sboru byl v roce 1905 jmenován c. k. tajným radou s nárokem na oslovení Excelence. Od roku 1906 byl čestným majitelem pěšího pluku č. 40. Během vojenské kariéry obdržel řadu vyznamenání. Byl nositelem Vojenského záslužného kříže, Vojenské záslužné medaile a Řádu železné koruny I. třídy (1908). Při odchodu do výslužby obdržel velkokříž Leopoldova řádu (1910). Jako ředitel Válečné školy byl vyznamenán i cizími panovníky, byl nositelem ruského Řádu sv. Stanislava, německého Řádu pruské koruny a srbského Řádu Takova.